# Igreja de Santa Cruz do Castelo

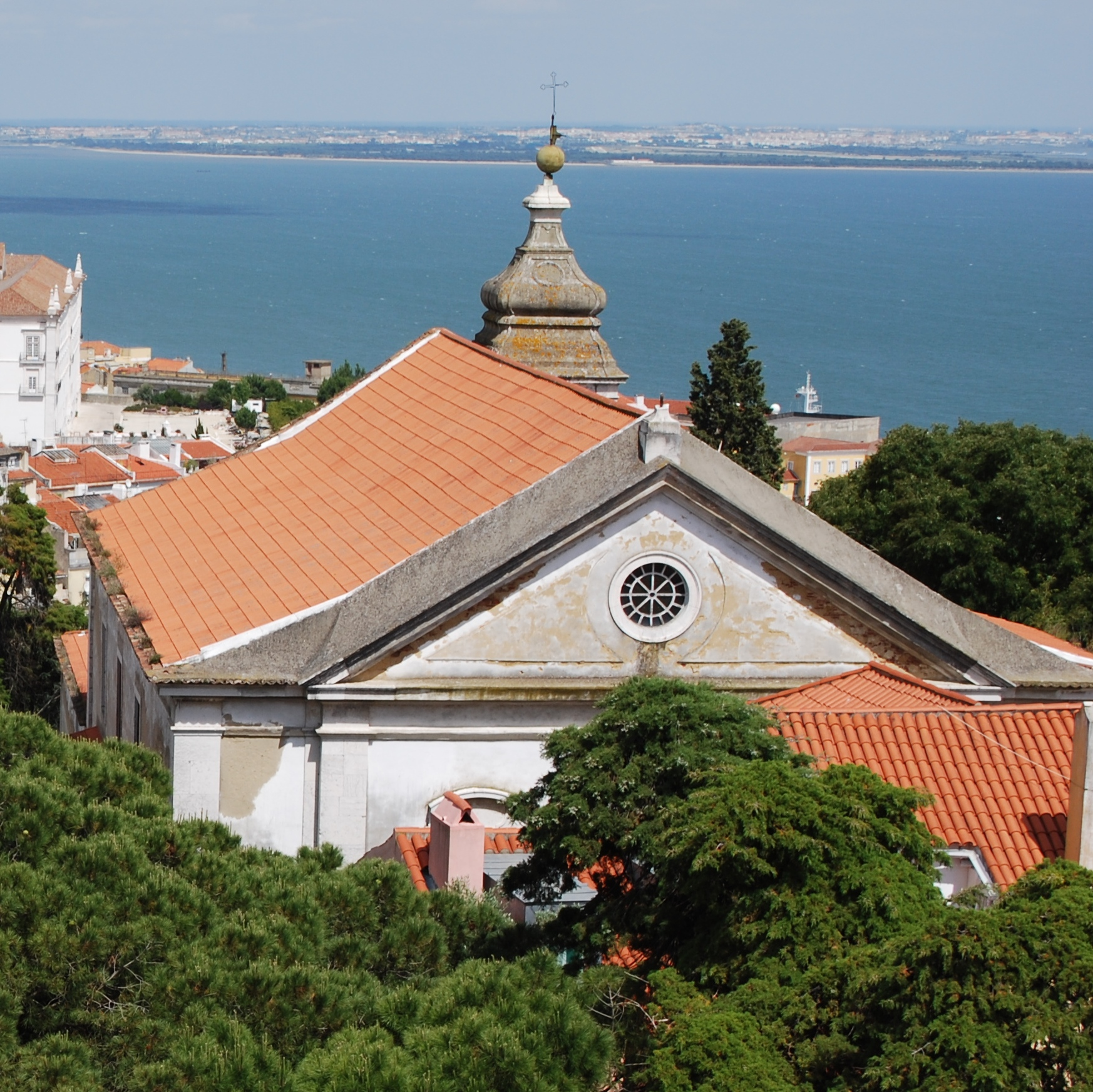
Die Igreja de Santa Cruz do Castelo zwischen Bäumen

Die Igreja de Santa Cruz do Castelo ist eine römisch-katholische Kirche im Burgbezirk Castelo der portugiesischen Hauptstadt Lissabon.

## Geschichte
Die Kirche wurde kurze Zeit nach der Rückeroberung der Stadt von den Mauren im Jahr 1147 und der Wiederherstellung der christlichen Herrschaft an der Stelle einer Moschee errichtet. Das Erdbeben von 1531 verursachte große Schäden. Das heutige Kirchengebäude stammt aus dem 18. Jahrhundert. Es ist einschiffig mit drei Kapellen an jeder Seite.
Die Kirche diente der Königsfamilie als Taufkirche für ihre Kinder, die im Paço da Alcáçova wohnten. 